# متحورات فيروس كورونا المرتبط بالمتلازمة التنفسية الحادة الشديدة النوع 2

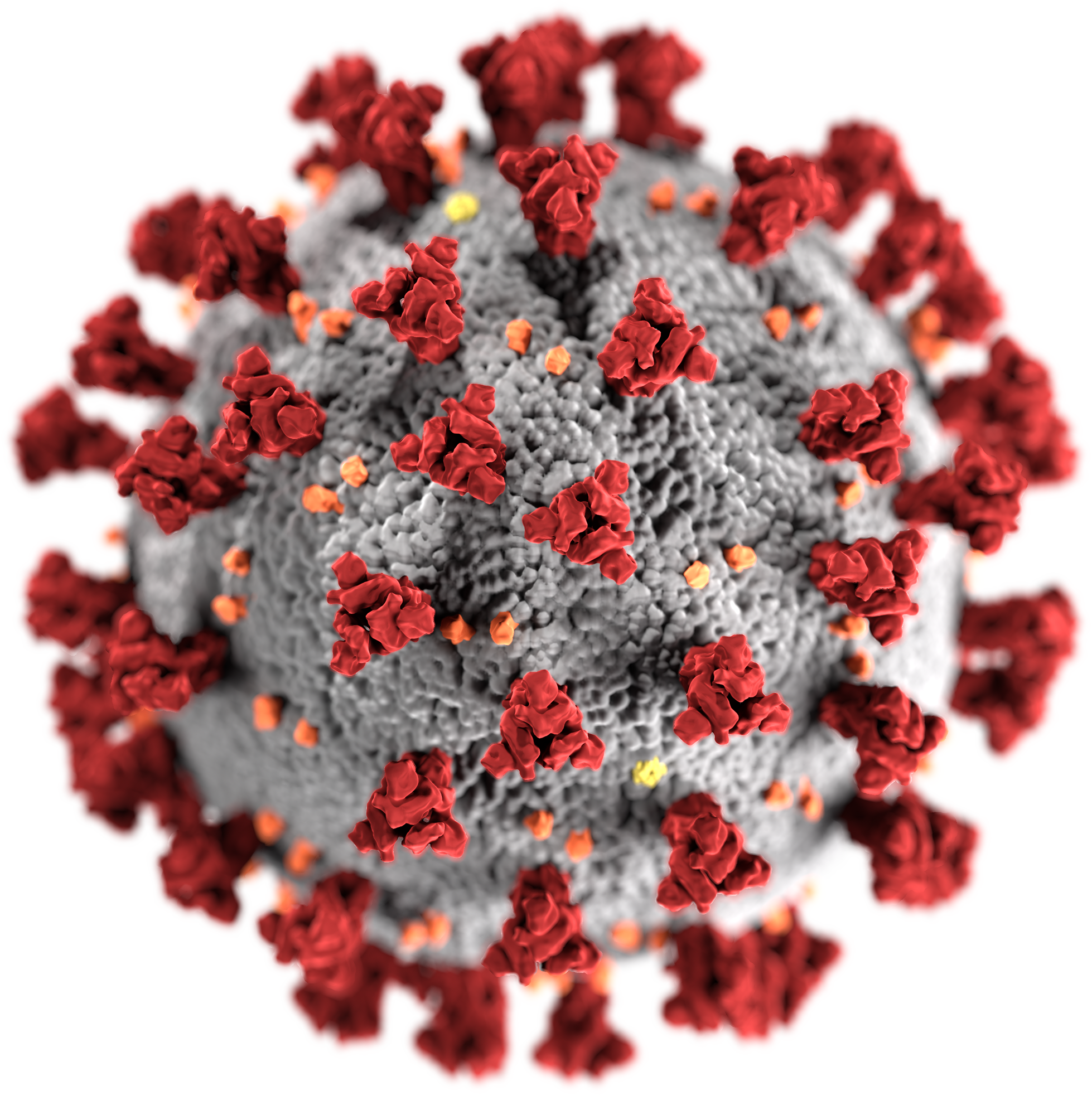

لفيروس كورونا المرتبط بالمتلازمة التنفسية الحادة الشديدة النوع 2، الفيروس المسبب مرض فيروس كورونا 2019 العديد من التحوّرات، وفي حين يصل عدد تلك التحورات التي طرأت على سارس-كوف-2 إلى عدة آلاف، إلّا أن التحورات ذات الفرع الحيوي هي التي يُشار إليها بأسماء محددة لكل منها دونًا عن بقية التحورات.
اعتبارًا من ديسمبر 2020، حدد مركز مبادرة GISAID سبعة أفرع حيوية (O و S و L و V و G و GH و GR) لفيروس سارس-كوف-2 الذي أصبح يشير إليه باسم: «إتشكوف-19» (بالإنجليزية: hCoV-19)‏؛ بينما حدد مركز Nextstrain خمسة أفرع، أطلق عليها: (19A ،19B ،20A ،20B ،20C). في دراسة نُشرت في المجلة الدولية للأمراض المعدية، حدد تشينتشيان خوان (بالإنجليزية: Qingtian Guan)‏ خمسة أفرع حيوية عالمية، على النحو التالي: (G614, S84, V251, I378 and D392)، بينما اقترح أندرو رامبو (بالإنجليزية: Andrew Rambaut)‏ في مقال نُشر في يوليو 2020 في مجلة نيتشر ميكروبيولوجي (بالإنجليزية: Nature Microbiology)‏ استخدام مصطلح السلالة للإشارة إلى تلك التحورات ذات الفرع الحيوي.
اعتبارًا من ديسمبر 2020، كانت هناك خمسة سلالات رئيسية (A, B, B.1, B.1.1, B.1.777)، إضافة إلى تحديد مجموعة من السلالات الأصغر.
وفرت العينات التي أُخِذت في جميع أنحاء العالم من المصابين بمرض كورونا إتاحة الآلاف من جينومات سارس-كوف-2 بشكل عام.

## لمحة
قد يكون ظهور فيروس سارس-كوف-2 ناتجًا عن إعادة التركيب الجيني بين فيروس كورونا الشبيه بالمتلازمة التنفسية الحادة الشديدة الذي يصيب الخفافيش وفيروس كورونا الذي يصيب آكل النمل الحرشفي بالانتقال عبر الأنواع.
جُمعت أقدم جينومات للفيروسات البشرية المتاحة من المرضى منذ ديسمبر عام 2019، وقارن الباحثون الصينيون هذه الجينومات مع سلالات فيروسات الخفافيش وآكلات النمل الحرشفية لتحديد نوع فيروس كورونا السلفي البشري؛ سُمي الجينوم السلفي المحدد بالرمز «إس»، والنوع المشتق السائد «إل» ليعكس الطفرات المتغيرة في الأحماض الأمينية. بشكل مستقل، أجرى باحثون في الغرب تحليلات مماثلة لكنهم أطلقوا على النوع السلفي الرمز «أ» والنوع المشتق «ب». تحوّر النوع «ب» وتشكلت أنواع أخرى بما في ذلك ب.1، وهو سلف التحورات العالمية الرئيسية المثيرة للقلق، والتي سمتها منظمة الصحة العالمية في عام 2021 بالرموز ألفا وبيتا وغاما ودلتا.
في بداية الجائحة، كان هناك عدد قليل من الفيروسات المتغيرة «الطافرة» بسبب قلة عدد المصابين (أي كانت هناك فرص أقل لظهور الطفرات الهاربة). أيضًا في بداية الجائحة، كانت طفرات البروتين إس في منطقة المجال الرابط للمستقبل التي تتفاعل مع مستقبلات الإنزيم المحول للأنجيوتنسين 2 نادرة.
مع مرور الوقت، بدأ سارس-كوف-2 في التطور وأصبح أكثر قابلية للانتقال. من الجدير بالذكر أن المتحورين ألفا ودلتا أكثر قابلية للانتقال من الفيروس الأصلي الذي ظهر في مدينة ووهان في الصين.
بإمكان المتحورات المثيرة للقلق لسارس-كوف-2 التحول بحيث يستمر انتشارها، مواجِهةً المناعة المتزايدة لدى السكان مع المحافظة على قدرتها التضاعفية. تظهر بعض المتحورات المثيرة للقلق طفرات في المجال الرابط للمستقبل للبروتين إس.

## المعايير الملحوظة
تكتسب الفيروسات عمومًا طفرات بمرور الوقت، ما يؤدي إلى ظهور متحورات جديدة. عندما يبدأ متحور جديد بالنمو في مجتمع ما، يمكن تسميته «متحورًا ناشئًا». في حالة سارس-كوف-2، غالبًا ما تختلف السلالات الجديدة عن بعضها البعض بعدد قليل من النوكليوتيدات.
فيما يلي بعض النتائج المحتملة للمتحورات الناشئة:
- زيادة قابلية الانتقال
- زيادة الإمراضية
- زيادة معدل الوفيات
- القدرة على مقاومة الاختبارات التشخيصية
- قلة الحساسية للأدوية المضادة للفيروسات (في حال توفرت هذه الأدوية)
- قلة الحساسية للأجسام المضادة المعدلة، سواء كانت علاجية (مثل بلازما النقاهة أو الأجسام المضادة وحيدة النسيلة) أو في التجارب المخبرية
- القدرة على مقاومة المناعة الطبيعية (الإصابة مرة ثانية)
- القدرة على إصابة الأفراد الملقحين
- زيادة خطر الإصابة بحالات معينة مثل متلازمة التهاب الأجهزة المتعددة أو كوفيد الطويل.
- زيادة القدرة على إصابة مجموعات سكانية أو سريرية معينة، مثل الأطفال أو الأفراد الذين يعانون من نقص المناعة.

تُصنف المتحورات التي تلبي واحدًا أو أكثر من هذه المعايير على أنها «متحورات قيد المراقبة» أو «متحورات مثيرة للاهتمام» في انتظار التحقق من صحة هذه الخصائص. السمة الأساسية للمتحور المثير للاهتمام هو أنه يظهر دليلًا واضحًا على أنه أحد أسباب زيادة نسبة الحالات أو عناقيد التفشي الفريدة؛ ومع ذلك، يجب أيضًا أن يكون له انتشار محدود على المستوى الوطني، وإلا يرتقي تصنيفه إلى «متحور مثير للقلق». إذا كان هناك دليل واضح على انخفاض فعالية تدابير الوقاية والمداخلات تجاه المتحور بشكل كبير، يسمى «متحور وخيم العواقب».

## المتحورات المثيرة للقلق (منظمة الصحة العالمية)
المدرجة أدناه هي المتحورات المثيرة للقلق (في أو سي) المعترف بها حاليًا من قبل منظمة الصحة العالمية. استخدمت منظمات أخرى مثل مراكز السيطرة على الأمراض والوقاية منها في الولايات المتحدة قائمة مختلفة قليلًا، ولكن اعتبارًا من يوليو عام 2021، تطابقت قائمتها مع قائمة منظمة الصحة العالمية.

### ألفا (السلالة ب.1.1.7)
اكتُشف السلالة ب.1.1.7 لأول مرة في أكتوبر عام 2020 أثناء جائحة كوفيد-19 في المملكة المتحدة من عينة مأخوذة في الشهر السابق في مدينة كنت، وأطلقت عليها منظمة الصحة العالمية اسم المتحور ألفا، كان يُعرف سابقًا باسم المتحور الأول قيد المراقبة في ديسمبر 2020 (في يو آي – 02/202012) ورُمز له لاحقًا بـ في أو سي-202012/01. يُعرف أيضًا باسم I20 (في1)، I 20/501واي.في1 (20ب/501واي.في1 سابقًا)، أو 501واي.في1. منذ ذلك الحين، تضاعفت احتمالات انتشاره كل 6.5 يومًا، وهو الفاصل المفترض بين الأجيال. سبب هذا المتحور زيادة كبيرة في معدل الإصابة بكوفيد-19 في المملكة المتحدة، ويرتبط جزئيًا بطفرة إن501واي. أثبتت بعض الأدلة على أن هذا المتحور لديه زيادة بنسبة 40-80% في قابلية الانتقال (وكانت معظم التقديرات ضمن الطرف الأوسط إلى الأعلى من هذا المجال)، وتشير الدراسات المبكرة إلى زيادة في معدل الوفيات، رغم أن الأبحاث الحديثة لم تجد أي دليل على زيادة الفوعة. اعتبارًا من مايو عام 2021، ظهر المتحور ألفا في نحو 120 دولة.

### بيتا (السلالة ب.1.351)
في 18 ديسمبر عام 2020، ظهر المتحور 501.في2، المعروف أيضًا باسم 501.في2، 20إتش (في2) (20سي/501واي.في2 سابقًا)، 501واي.في2، في أو سي-20دي إي سي-02 (202012/02 سابقًا)، أو السلالة بي.1.351، لأول مرة في جنوب إفريقيا وأبلغت وزارة الصحة عن ظهوره في البلاد. وصنفته منظمة الصحة العالمية ضمن متحورات بيتا. أفاد الباحثون والمسؤولون أن انتشار المتحور كان أعلى بين الشباب الذين لا يعانون من مشاكل صحية أساسية، وغالبًا ما يسبب مرض خطير في تلك الحالات. أشارت وزارة الصحة في جنوب إفريقيا أيضًا إلى أن المتحور قد يكون سبب الموجة الثانية من وباء كوفيد-19 في البلاد بسبب انتشاه بوتيرة أسرع من المتحورات السابقة للفيروس.
لاحظ العلماء أن المتحور يحتوي على العديد من الطفرات التي تسمح له بالارتباط بسهولة أكبر على سطح الخلايا البشرية بسبب وجود ثلاث طفرات في مجال الرابط للمستقبل في البروتين السكري الشوكي للفيروس، وهي: إن501واي، وكاي417إن، وإي484كاي. اكتشفت الطفرة إن501واي أيضًا في المملكة المتحدة.

### دلتا (السلالة ب.1.617.2)
المتحور دلتا، المعروف أيضًا باسم ب.1.617.2، أو جي/452آر.في3، أو 21إيه، أو 21إيه/إس:478كاي، هو المتحور المسيطر عالميًا إذ ينتشر في 185 دولة على الأقل. اكتشف لأول مرة في الهند. ينحدر هذا المتحور عن السلالة ب.1.617.2، والتي تشمل أيضًا متحورًا قيد المراقبة، هو المتحور كابا، اكتُشف لأول مرة في أكتوبر عام 2020 وانتشر دوليًا منذ ذلك الحين. في 6 مايو عام 2021، أعلن علماء بريطانيون أن ب.1.617.2 (الذي يفتقر إلى الطفرة إي484كيو) هو «متحور مثير للقلق»، وأطلقوا عليه اسم في أو سي-21إيه بّي آر-02، بعد أن قدموا دليلًا على أنه ينتشر بسرعة أكبر من الفيروس الأصلي ويمكن أن ينتشر بشكل أسرع من المتحور ألفا أو بنفس سرعة انتشاره. يحمل هذا المتحور الطفرتين إل452آر وبّي681آر في البروتين الشوكي؛ على عكس المتحور كابا الذي يحمل الطفرة تي478كاي ولكن ليس إي484كيو.

## التحورات المحددة

### Cluster 5
«كلاستر 5» (بالإنجليزية: Cluster 5)‏ ويشار إليه أيضًا باسم (بالإنجليزية: ΔFVI-spike)‏ من قبل معهد اللقاحات الحكومي الدنماركي، أبلغ عنه في شمال يوتلاند في الدنمارك في نوفمبر 2020. يعتقد أنه انتشر من حيوان المنك إلى البشر عبر مزارع تربية المنك.
في 4 نوفمبر 2020، أعلنت الدنمارك أنها ستعدم عشائر المنك في البلاد لمنع الانتشار المحتمل لهذا الفيروس المحتور وتقليل خطر حدوث طفرات فيروسية جديدة من كورونا، وإثر ذلك فُرض حظر وقيود على السفر في سبع بلديات في شمال يوتلاند لمنع انتشار التحور، درءًا لأي حالات تفشي جديدة تؤثر على عمليات السيطرة على جائحة فيروس كورونا.
صرحت منظمة الصحة العالمية أن تحور كلاستر 5 لديه «حساسية منخفضة بشكل معتدل لتحييد الأجسام المضادة». حذر معهد اللقاحات الحكومي الدنماركي (SSI) من أن التحور يمكن أن يقلل من تأثير لقاحات كوفيد-19 قيد التطوير، على الرغم من أنه من غير المرجح أن يجعلها عديمة الفائدة. بعد الإغلاق والمسح الشامل للمنطقة، أعلنت مباحث أمن الدولة الدنماركية في 19 نوفمبر 2020 أن تحور كلاستر 5 قد أُبيد بالكامل.

### VOC-202012/01
«التحور الأول المثير للاهتمام في ديسمبر 2020» (بالإنجليزية: The first Variant of Concern from 2020, December)‏ ويُشار إليه باسم: «التحور المثير للاهتمام» (بالإنجليزية: Variant of Concern)‏ واختصارًا باسم: «في أو سي-202012/01» (بالإنجليزية: VOC-202012/01)‏؛ وعُيّن له رقم تسلسلي ضمن السلالة الجينية للفيروس: «B.1.1.7»، وهو يُعرف كذلك باسم «فيروس كورونا المتحوّر».
اكتُشف هذا التحوّر للمرة الأولى في المملكة المتحدة في أكتوبر 2020، جراء عينة مأخوذة في الشهر السابق، وبدأ الفيروس المتحور يجذب الأنظار إليه بعد أن انتشر بسرعة كبيرة بحلول منتصف ديسمبر وأدّى إلى اشتداد جائحة فيروس كورونا في المملكة المتحدة وارتفاع أعداد الحالات المصابة بمرض فيروس كورونا. يُعتقد أن هذه الزيادة في الحالات ناتجة جزئيًا على الأقل عن الطفرة N501Y داخل مجال ربط مستقبلات البروتين السكري، والذي يرتبط بمستقبلات إنزيم محول للأنجيوتنسين 2 في البشر.

### 501.V2
«تحور 501.V2» (بالإنجليزية: 501.V2 Variant) ويُشار إليه باختصار باسم: «501.في2» أو «501.V2»، اكتُشف هذا التحوّر للمرة الأولى في جنوب أفريقيا وأبلغت عنه وزارة الصحة في البلاد في 18 ديسمبر 2020. أفاد الباحثون والمسؤولون أن انتشار تحور «501.في2» كان أعلى بين الشباب الذين لا يعانون من أمراض صحية مزمنة، مشيرين إلى أن «501.في2» مع ذلك لا يزال يشكل تهديدًا مرضيًا خطيرًا في الحالات التي يصيبها. أشارت وزارة الصحة في جنوب أفريقيا أيضًا إلى أن الفيروس المتحور قد يقود الموجة الثانية من جائحة فيروس كورونا في البلاد، نظرًا لانتشار الفيروس المتحور بوتيرة أسرع من قرائنه من تحورات الفيروس السابقة الأخرى.
لاحظ العلماء أن تحور «501.في2» يحتوي على العديد من الطفرات التي تسمح له بالارتباط بسهولة أكبر بالخلايا البشرية، بما في ذلك الطفرة المعروفة باسم N501Y التي ترتبط بسرعة انتشار الفيروس. اكتُشفت هذه الطفرة الخاصة أيضًا في أستراليا والمملكة المتحدة.

### B.1.1.248
«التحور الجديد المكتشف في اليابان» (بالإنجليزية: New variant identified in Japan)‏؛ ويُعرف برقمه الجيني التسلسلي: «B.1.1.248»، اكتُشف هذا التحوّر للمرة الأولى من قبل المعهد الوطني للأمراض المعدية في اليابان في 6 يناير 2021، في أربعة أشخاص كانوا قد وصلوا إلى طوكيو قبل أربعة أيام بعد رحلة سياحية لهم في غابات الأمازون في البرازيل. أكّد معهد أوزوالدو كروز الحكومي البرازيلي وجود التحور، وكشف في تقرير له عن اعتقاده بأن التحور الجديد المكتشف في اليابان منتشر في مناطق غابات الأمازون البرازيلية منذ يوليو 2020. في تصريح لتاكاجي واكيتا، رئيس المعهد الوطني للأمراض المعدية الياباني، في مؤتمر أقامته وزارة الصحة اليابانية، قال: «إن التحور الجديد مختلف عن التحورين اللذين اكتشفا لأول مرة في المملكة المتحدة وجنوب إفريقيا.»
من جانب آخر، تشير التقارير الأولية إلى أن هذا التحور يشترك مع التحور المكتشف في جنوب أفريقيا في أنهما يحملان طفرة مشتركة تُعرف باسم: «إي 484 كي» (بالإنجليزية: E484K)‏، وهي الطفرة التي لم ترصد في الفيروس المتحور في بريطانيا المعروف باسم: تحور بي 1.1.7 الذي أخذ ينتشر منذ ديسمبر 2020 في المملكة المتحدة، في حين تشترك التحورات الثلاث في طفرة أخرى تسمى: «إن 501 واي» (بالإنجليزية: N501Y)‏، وهما أشهر طفرتين من بين 12 طفرة حُدّدت في هذا التحور.